# Space Race (singolo Mi-Sex)
Space Race è un singolo del gruppo musicale neozelandese Mi-Sex, pubblicato nel giugno 1980 come secondo estratto dall'album omonimo.

## Tracce
Australia/Nuova Zelanda 7" (BA 222672)
1. Space Race – 3:44
2. Living in September – 2:41